# Трагедія на стадіоні «Караїскакіс»
Трагедія на стадіоні «Караїскакіс» — трагедія, що сталася у 1981 році на стадіоні «Караїскакіс» у грецькому місті Пірей після матчу між футбольними клубами «Олімпіакос» і АЕК. Найбільша трагедія в історії грецького футболу.

## Подія
8 лютого 1981 на стадіоні Караїскакіс проходив футбольний матч між місцевим клубом «Олімпіакос» і афінським клубом АЕК. Гра завершилася блискучою перемогою Олімпіакоса з рахунком 6: 0. Радість вболівальників закінчилося тиснявою, в результаті якої в «7-му секторі» стадіону загинула 21 людина.
До сих пір невідомі причини трагедії. Згідно з офіційним висновком поліції, головною причиною стали частково закриті ворота. При виході хтось із уболівальників спіткнувся на останніх щаблях сходів. Почалася ланцюгова реакція падінь. Ззаду напирали люди, що нічого не підозрювали. Ті, що впали, не могли встати. В результаті 19 осіб були затоптані поблизу вхідних воріт № 7, закритих стюардами. Ще двоє людей померли в лікарні. 55 осіб отримали травми різного ступеня тяжкості. Більшість постраждалих — підлітки і молоді люди.

## Пам'ять
На згадку про цю трагедію на частині трибуни стадіону, де зараз знаходиться 7-й сектор, червоні сидіння перефарбували в чорний колір у вигляді цифри «7». На східній стороні встановлено пам'ятник. На ньому написані імена всіх загиблих.